# Fustiñana
Fustiñana település Spanyolországban, Navarra autonóm közösségben. Fustiñana Buñuel, Ribaforada, Cabanillas és Bardenas Reales községekkel határos. Lakosainak száma 2451 fő (2024).

## Népesség
A település népessége az elmúlt években az alábbi módon változott:
| Lakosok száma | 2414 | 2495 | 2560 | 2624 | 2578 | 2528 | 2466 | 2490 | 2459 | 2451 |
|               | 2001 | 2004 | 2007 | 2009 | 2012 | 2014 | 2017 | 2019 | 2022 | 2024 |